# Ботагоз (село)
Ботагоз (каз. Ботагөз) — упразднённое село в Каракиянском районе Мангистауской области Казахстана. Входило в состав Куландинского сельского округа. До 2001 года являлось административным центром Ботагозского сельсовета. Упразднено в 2000-е годы.

## География
Располагалось восточнее автомобильной дороги А34 «Жетыбай — Казахстано-Туркменская граница», на расстоянии примерно 17 км к юго-западу от села Тенге.

## Население
| 1989 | 1999 | 2009 | 2021 |
| ---- | ---- | ---- | ---- |
| 575  | ↘165 | ↘0   | ↗10  |

По данным переписи 1989 года население села составляло 575 человек, основное население казахи. По переписи 2021 года в бывшем селе отмечено 10 жителей (3 мужчин и 7 женщин).